# محمد بن إدريس العمراوي
أبو عبد الله محمد بن إدريس بن عبد الله العمراوي أديب وشاعر مغربي من أهل فاس له باع مديد في صناعة الإنشاء، وجود في الشعر، ومشاركة في الفنون، وكان من ذوي النفوس الطامحة إلى الرئاسة، فعندما سنحت له الفرصة، تقرب من المولى عبد الرحمن بن هشام، فقربه عنده وولاه الوزارة والحجابة.

## السيرة
يعود نسل ابن إدريس للشرفاء الأدارسة، ولقبهم العمراوي الزموري يعود لإقامة آبائه بتلك القبيلة قبل رحيلهم عنها واستيطانهم مدينة فاس. كان والده يعلم الأطفال بكتاب يقع بدرب اللمطي بفاس. كان ينوب عن والده في تحفيظ الصبيان القرآن الكريم، ويمارس نسخ الكتب، وكان يتقن الخط ويجوده، حيث كان ينسخ ما تدعوه إليه ضرورة الدراسة، كما ينسخ كتبا أخرى لبيعها، ومن ذلك أنه نسخ ثلاث نسخ من كتال الشفا للقاضي عياض، وسفرها، ونسختين من القاموس المحيط للفيروزآبادي وباع هذه النسخ بقيمة عالية نظرا لخطه الرفيع. ومن أشهر أساتذته محمد بن الطاهر الحبابي وحمدون ابن الحاج، ومحمد اليازغي، ومحمد ابن الطاهر العلوي كما استفاد من الطيب الكتاني، وعبد القادر العلمي المشهور بسيدي قدور العلمي والشخ الصوفي محمد الحراق.
ولزم ابن إدريس الشيخ مولاي عمرو العمراني، المقيم بمدرسة الصهريج، بجوار مسجد الأندلس بفاس، والذي اشتهر بالزهد، وكان يقوم ابن ادريس بخدمته، حتى أن السلطان لم يتمكن من زيارته إلا خفية، حسب قول اكنسوس، الذي اتخذ ذلك صديقه ابن ادريس واسطة لزيارة الشيخ المذكور، وكان هذا الولي يدعو ابن إدريس بالسلطان الصغير ويقول له: "لابد ان تدرك كذا وكذا" وعندما نال أكبر مناصب دار المخزن كان يقول: "ما ادركت ما ادركت الا ببركة ولي الله تعالى مولاي عمرو.
كان ابن ادريس على علاقة بأبي القاسم الزياني، وكان ينسخ ما يؤلفه، ووقعت بينهما خلافات أدت إلى انتقاله للعمل مع حمدون بن الحاج. وعن هذه العلاقة يقول الزياني: «وكان ملازمي في البيت (يعني إدريس) يدي ويده إلى الليل، فاستماله حمدون ابن الحاج –رحمه الله- وجلبه فقاطعني وهاجرني إلى أن كان يمر ببابي ولا يسلم، ولم أقصر معه في الإحسان، وأنكر الصنيع فتركته...».
وبوفاة ابن الحاج تم التصالح بينهما على يد أبي بكر المنجرة. واستغل ابن ادريس علاقته بكل من الزياني وحمدون للتقرب من القصر، فقد قدمه حمدون بمناسبة بناء المولى سليمان داري ولده، فألقى ابن إدريس قصيدة بالمناسبة نالت استحسان الجميع، فأمر السلطان لابن ادريس بمائة مثقال، فما كان من ابن ادريس الا ان اسلم المائة مثقال كلها لأبيه. أما الزياني فقدمه إلى المولى عبد الرحمن بن هشام أيام كان خليفة لعمه بفاس، فاتخذه كاتبا له. ثم رقاه إلى الوزارة عند توليه العرش، فبرز في القيام بجميع المهام التي اسندت اليه حتى نال اعلى مرتبة في الدولة. وواجه كثيرا من المشاكل العويصة في الداخل والخارج، غير انه عزل سنة 1246هـ وامر بلزوم داره، ثم ادخل إلى السجن وثقل بالحديد، وكان لزعماء قبيلة الوداية اليد الطولى في ذلك. وعند اطلاق سراحه خرج لزيارة ضريح عبد السلام بن مشيش فوشى به البعض إلى السلطان مدعين انه لا يقصد إلا الفرار. وبعد انتهاء محنه اعاده السلطان إلى سابق مهامه، واضاف اليها الحجابة، وتم له ذلك سنة 1251هـ.
بقي ابن ادريس على ذلك إلى أن ادركته الوفاة سنة 1264هـ / 1847م بعد ان مرض اثني عشر يوما.

## شيوخه
أخذ ابن إدريس العلم على يد أبرع وأمهر شيوخ المغرب، من بينهم:
- الشيخ أبي عبد الله محمد بن الطاهر ابن أحمد الحبابي رئيس الموقتين بمنارة القرويين.
- الفقيه الآزمي.
- حمدون بن الحاج.
- محمد اليازغي.
- محمد بن الطاهر العلوي.
- الطيب الكتاني.
- عبد القادر العلمي.
- محمد الحراق.

أجاز له:
- الشيخ عمر بن المكي الشرقاوي.

## الشعر
ترك الوزير ابن إدريس شعرا كثيرا، وأن ابنه إدريس جمع نص بعض ذلك الشعر فكان في مجلدين.
- وله من قصيدة يمدح فيها أبا القاسم الزياني ويعدد مؤلفاته:[4]

- ومن قوله مفتخرا بشعره:[4]

- وأبدع في التغزل بلهجة مغربية حيث قال:[4]